# Leľa
Leľa (Hongaars:Leléd) is een Slowaakse gemeente in de regio Nitra, en maakt deel uit van het district Nové Zámky.
Leľa telt 400 inwoners.